# 1393 Sofala
Sofala (asteróide 1393) é um asteróide da cintura principal, a 2,167652 UA. Possui uma excentricidade de 0,1094332 e um período orbital de 1 387 dias (3,8 anos).
Sofala tem uma velocidade orbital média de 19,09111172 km/s e uma inclinação de 5,85148º.
Esse asteróide foi descoberto em 25 de Maio de 1936 por Cyril Jackson.